# 6e étape du Tour de France 1904
Pour un article plus général, voir Tour de France 1904.
La 6e étape du Tour de France 1904 est une course cycliste française qui constitue la dernière étape du deuxième Tour de France.
La course s'est déroulée le samedi 23 juillet, part de Nantes et arrive à Paris pour une distance de 471 kilomètres. L'étape est remportée par le Français Hippolyte Aucouturier. Son compatriote Maurice Garin conserve la tête du classement général pour remporter son deuxième Tour de France avant d'être déclassé.

## Parcours
Le départ est donné de Nantes à 19h00, à hauteur du café Terminus, sur la route de Paris. L'arrivée est jugée à Ville-d'Avray où la course est neutralisée pour rejoindre le vélodrome du Parc des Princes à Paris sur lequel les coureurs doivent accomplir un kilomètre réglementaire.

## Classement de l'étape
| \| Classement de l'étape \| Classement de l'étape \| Classement de l'étape \| Classement de l'étape \| Classement de l'étape \| \| Coureur \| Coureur \| Pays \| Équipe \| Temps \| \| --------------------- \| ------------------------ \| --------------------- \| --------------------- \| --------------------- \| \| 1er \| Hippolyte Aucouturier \| France \| Peugeot \| DQ \| \| 2e \| Maurice Garin \| France \| La Française \| DQ \| \| 3e \| Jean-Baptiste Dortignacq \| France \| Elvish \| + 10 s \| \| 4e \| Lucien Pothier \| France \| La Française \| DQ \| \| 5e \| César Garin \| Italie \| La Française \| DQ \| \| 6e \| Louis Coolsaet \| Belgique \| \| + 4 min 00 s \| \| 7e \| Henri Cornet \| France \| Cycles JC \| + 11 min 50 s \| \| 8e \| Julien Lootens \| Belgique \| Cycles JC \| + 18 min 34 s \| \| 9e \| Achille Colas \| France \| \| + 20 min 00 s \| \| 10e \| Philippe Jousselin \| France \| \| + 43 min 00 s \| |                          |          |              |               |
| |                          |          |              |               |
| Source : ProCyclingStats |                          |          |              |               |
| Classement de l'étape |                          |          |              |               |
| Coureur | Coureur                  | Pays     | Équipe       | Temps         |
| 1er | Hippolyte Aucouturier    | France   | Peugeot      | DQ            |
| 2e | Maurice Garin            | France   | La Française | DQ            |
| 3e | Jean-Baptiste Dortignacq | France   | Elvish       | + 10 s        |
| 4e | Lucien Pothier           | France   | La Française | DQ            |
| 5e | César Garin              | Italie   | La Française | DQ            |
| 6e | Louis Coolsaet           | Belgique |              | + 4 min 00 s  |
| 7e | Henri Cornet             | France   | Cycles JC    | + 11 min 50 s |
| 8e | Julien Lootens           | Belgique | Cycles JC    | + 18 min 34 s |
| 9e | Achille Colas            | France   |              | + 20 min 00 s |
| 10e | Philippe Jousselin       | France   |              | + 43 min 00 s |